# 진안공공도서관
진안공공도서관은 전북특별자치도 진안군 진안읍 소재의 도서관이다.

## 연혁
- 1990. 06. 01. 진안공공도서관 개관(구 교육청건물 1978. 08. 09 개축 건물)
- 2004. 04. 10. 디지털 자료실 개실
- 2004. 04. 10. 도서관리 전산프로그램(KOLAS II-Light) 변경
- 2005. 05. 03. 아동열람실 분리운영
- 2005. 11. 24. 도서관 리모델링 공사준공(시설, 전기)

## 시설현황
- 2층: 제1열람실, 제2열람실, 문화교실, 동아리실, 평생교육실, 시청각실
- 1층: 일반.디지털자료실, 어린이자료실, 모자열람실

## 이용 안내
이용 시간
- 일반자료실, 아동자료실 및 디지털자료실: 화~일 09:00 ~ 18:00
- 제1, 2열람실: 화~금 09:00 ~ 21:00 / 토~일 09:00 ~ 18:00

휴관일
- 매주 월요일, 법정공휴일
- 임시휴관일(임시공휴일, 도서의 정리 및 시설의 보수, 기타 업무수행에 필요하여 관장이 정하는 날)